# Hopârta
Hopârta (in ungherese Háporton) è un comune della Romania di 1 237 abitanti, ubicato nel distretto di Alba, nella regione storica della Transilvania.
Il comune è formato da un insieme di 5 villaggi: Hopârta, Silivaș, Șpălnaca, Turdaș, Vama Seacă.